# Mean Streets (jeu vidéo)
Mean Streets est un jeu vidéo d'aventure développé et édité par Access Software, et sorti en 1989 pour MS-DOS, Amiga, Atari ST et Commodore 64. Ce jeu est le premier de la série Tex Murphy, qui connaîtra quatre autres volets jusqu'en 1998. La suite de Mean Streets est Martian Memorandum. Il est à noter que le jeu a connu un remake en 1998 avec Tex Murphy: Overseer.

## Synopsis
Le joueur dirige le personnage de Tex Murphy, un détective privé blasé vivant à San Francisco dans une époque futuriste et apocalyptique. Au début du jeu, une jeune femme du nom de Sylvia Linsky fait appel aux services du détective pour enquêter sur la mort de son père, le Dr. Carl Linsky, qui était professeur à l'université de San Francisco. Carl Linsky était en train de travailler sur un projet secret au moment de sa mort. Alors que la police pense à un suicide, Sylvia est persuadée qu'il s'agit d'un meurtre.

## Système de jeu
Le jeu démarre dans le speeder de Tex, une sorte de voiture volante similaire au film Blade Runner. Il est possible de contrôler plusieurs commandes du speeder au moyen du clavier dont l'ordinateur de bord et un fax. Tex peut également contacter sa secrétaire et lui demander de se renseigner sur des personnages du jeu afin d'obtenir différentes informations faisant avancer l'intrigue.
Afin de demander des informations à sa secrétaire, il est nécessaire de taper le nom exact de la personne qu'on recherche dans l'ordinateur réservé à cet effet. Si un nom est mal orthographié, la secrétaire indique qu'elle n'a pas d'information sur le sujet. Il faut donc être particulièrement attentif à l'orthographe.
Une grande partie du jeu est consacrée à poser des questions aux différents personnages rencontrés dans le jeu. Les personnages donnent à chaque fois des indices permettant de se renseigner par la suite auprès de sa secrétaire et d'avancer. Après que les personnages ont donné l'information, le joueur a le choix de les remercier en leur donnant de l'argent ou les menacer s'ils ne se montrent pas très coopératifs.
Certaines informations données concernent des adresses se présentant sous la forme d'un code à quatre chiffres qu'il faudra ensuite rentrer dans son ordinateur de bord pour accéder à l'adresse en question.
Il est également possible de fouiller des endroits à la recherche d'indices.

## Développement
Après la sortie de leur jeu 3D d'aviation Echelon, Access souhaitait développer un autre jeu similaire incluant un détective de film noir. L'idée d'un jeu d'aviation fut par la suite abandonnée au profit d'un jeu d'aventure.
Mean Streets est l'un des premiers jeux sur DOS disposant de graphiques VGA en 256 couleurs. VGA n'étant à l'époque que peu utilisé face à l'affichage CGA.. Le jeu inclut également la technologie RealSound (créée par Access Software à la fin des années 1980) permettant une meilleure qualité de son.

## Accueil
Computer Gaming World met en avant l'interactivité du jeu indiquant que Mean Streets utilise en environnement très réaliste au sein d'un jeu très adulte avec de très beaux graphismes. En 1996, le magazine plaça Mean Streets en 139e position des meilleurs jeux de tous les temps.
Adventure Gamers donne au jeu la note de 2,5/5 loue le scénario du jeu mais critique sa réalisation.